# Bacco

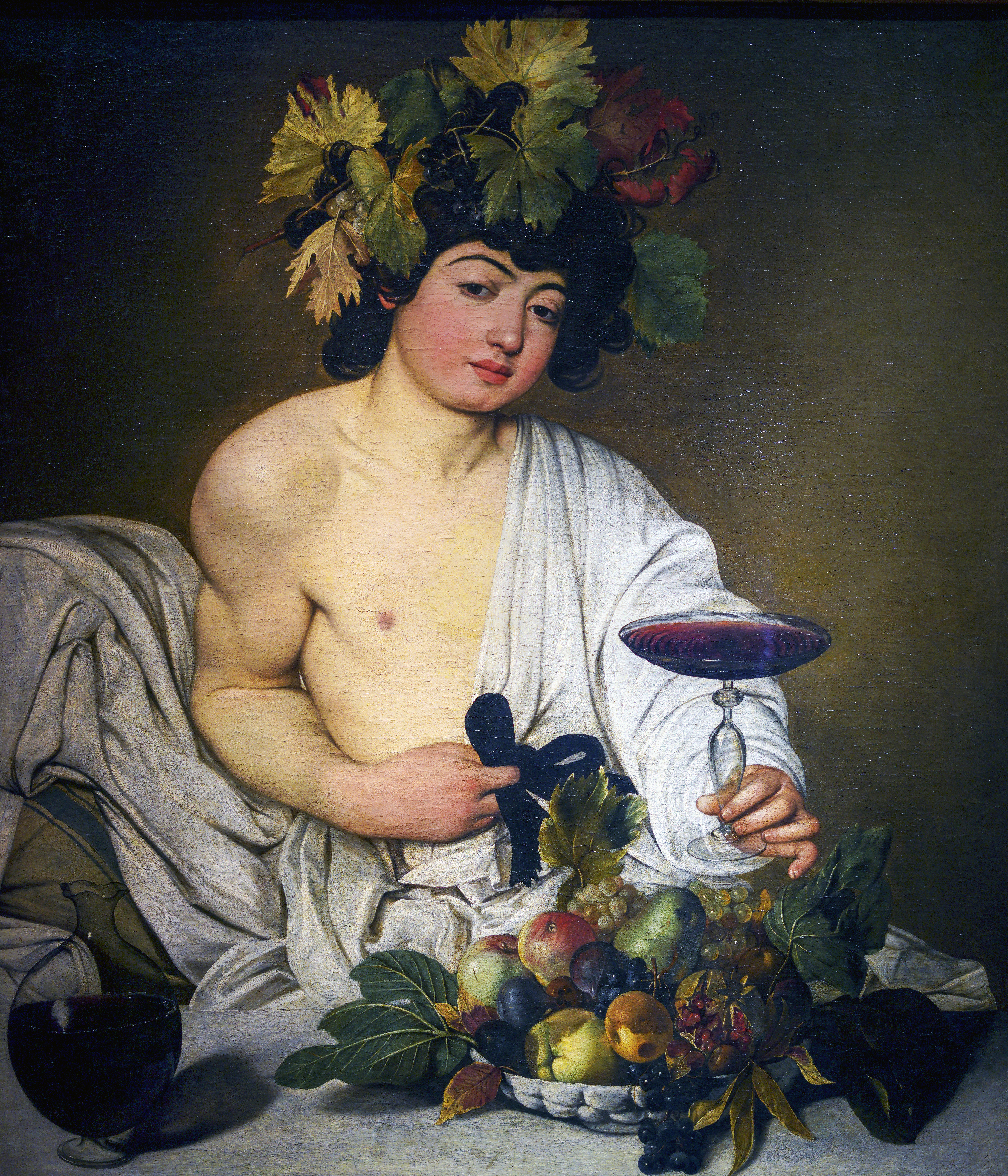
Bacco rappresentato da Michelangelo Merisi, detto il Caravaggio

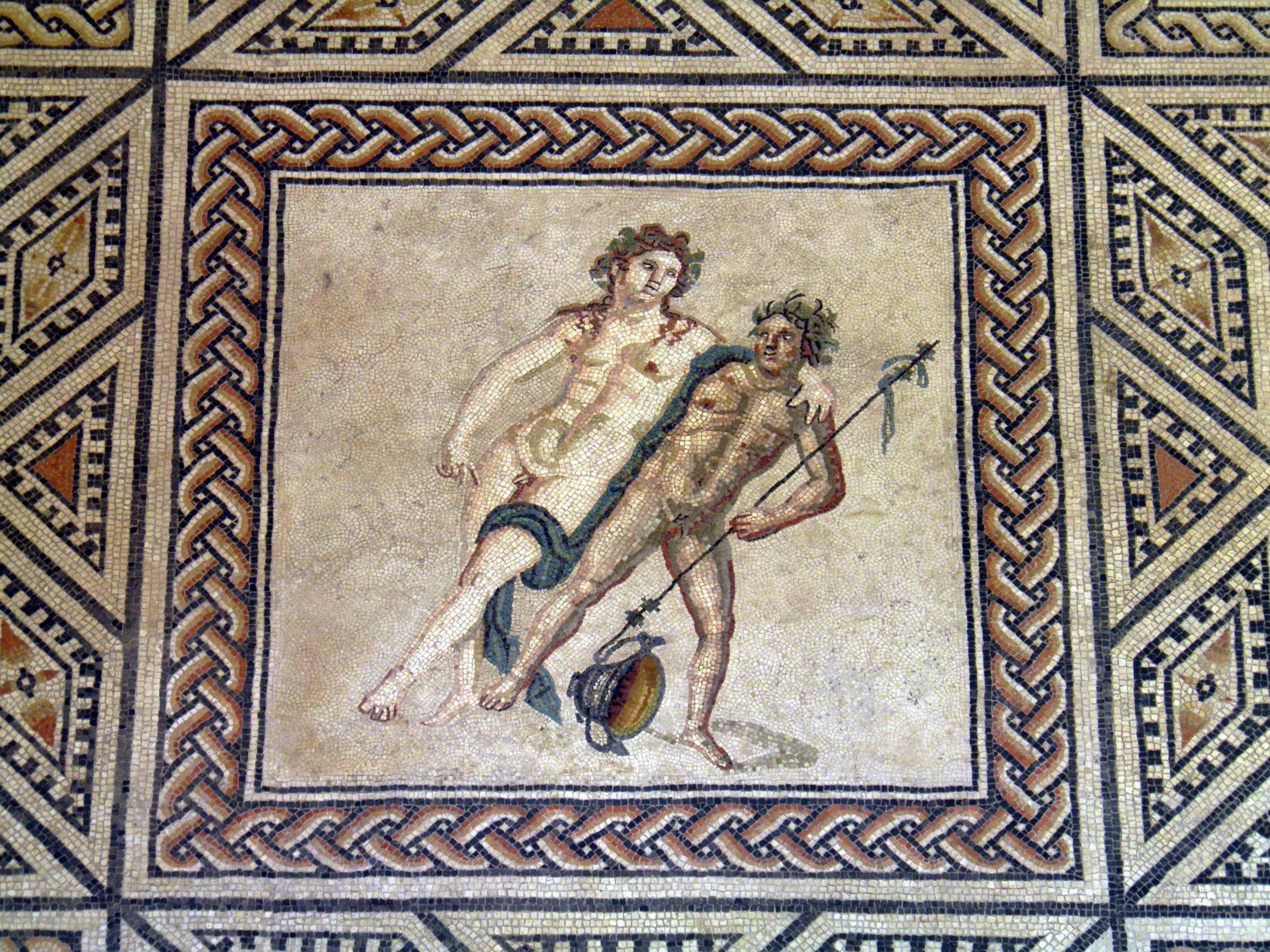
Mosaico con la rappresentazione di Bacco sorretto da un compagno presso il Museo Romano-Germanico di Colonia

Bacco (Bacchus) è una divinità della religione romana, il suo nome lo si deve all'appellativo greco  Βάκχος (Bákkhos),  con cui il dio greco Dioniso (Διόνυσος), veniva indicato nel momento della possessione estatica. Nella religione romana, Bacchus, da appellativo, diviene nome vero e proprio della divinità. In ambito etrusco corrisponde a Fufluns.
Dio del vino e della vendemmia, nonché del piacere dei sensi e del divertimento, il suo culto (baccanale) arrivò nella penisola italica nel II secolo a.C. Viene raffigurato spesso come un uomo col capo cinto di pampini, non magro né muscoloso: solitamente ebbro, spesso in mano ha una coppa di vino o il tirso. I riti relativi comportavano vari disagi alla comunità. Proprio per questo, il senato romano proibì i riti della divinità, (186 a.C.), con il Senatoconsulto de Bacchanalibus.
Bacco e i suoi culti furono soppiantati da Liber nell'epoca classica. Figlio di Giove e della mortale Semele è nato come un semidio ma è stato promosso a divinità da Giove per aver inventato il vino. Divenne uno dei dodici dei maggiori prendendo il trono di Vesta.

## Rappresentazioni di Bacco

### Letteratura
- Il trionfo di Bacco e Arianna, canto carnevalesco di Lorenzo de' Medici
- Bacco in Toscana, ditirambo di Francesco Redi

### Teatro
- Le Baccanti, tragedia di Euripide
- Le Baccanti, dramma di Erik Johann Stagnelius

### Iconografia

#### Pittura
- Bacco, quadro di Caravaggio.
- Bacco, quadro di Leonardo da Vinci.
- Bacco e Arianna, quadro di Tiziano (1520-1523).
- Trionfo di Bacco, affreschi di Jacopo Guarana (1770) nella Sala del Trionfo di Bacco a Villa Pisani a Stra.
- Trionfo di Bacco (I bevitori), dipinto di Diego Velázquez (1628-1629).
- Trionfo di Bacco e Arianna, affresco di Annibale Carracci (1597-1600) nella galleria di Palazzo Farnese a Roma.
- Corteo bacchico

#### Scultura
- Bacco scultura di Michelangelo.

Bacco (Michelangelo), Museo nazionale del Bargello

- Bacco scultura di Jacopo Sansovino.

### Altri
- Bacco compare nello stemma del comune di Cirò Marina, dove si produce il vino Cirò DOC.
- Appare nel film Fantasia nel capitolo La pastorale.
- È raffigurato nella copertina dell'album musicale: I Kill You di Lanz Khan